# Vatikanischer Heliport

i7
i11
i13
Der Vatikanische Heliport (lateinisch Portus helicopterorum Civitatis Vaticanæ) ist der Hubschrauberlandeplatz der Vatikanstadt.

## Geschichte
Der Heliport wurde 1976 in Betrieb genommen. Den Auftrag für dessen Bau hatte Paul VI. gegeben, um den Papst und Staatsgäste des Heiligen Stuhls zu transportieren, ohne den Straßenverkehr zu behindern. Die Päpste wurden während der Sommermonate von diesem Heliport aus in die rund 25 km entfernte päpstliche Sommerresidenz in Castel Gandolfo am Albaner See geflogen und konnten durch diese Verbindung auch die Amtsgeschäfte in der Vatikanstadt regelmäßig beaufsichtigen. Es kam immer wieder zu langen, bis zu ein paar Stunden andauernden Straßensperren, wenn der Papst per Automobil durch Rom nach Castel Gandolfo fuhr. Dies sorgte für Ärger in der römischen Bevölkerung.
Johannes Paul II. ließ 1978 eine Bronzestatue der Schwarzen Madonna von Częstochowa am Heliport aufstellen.

## Lage und Nutzung

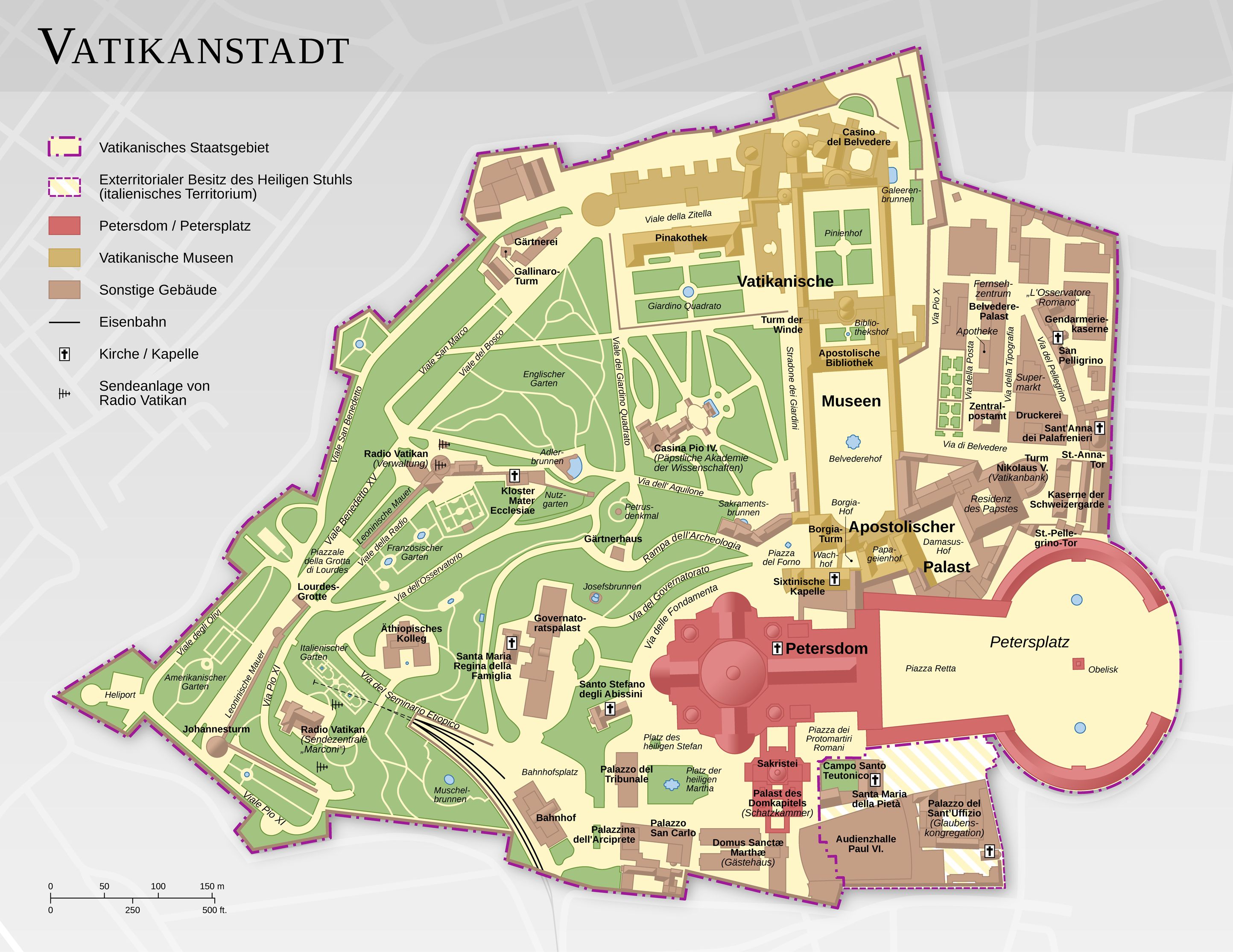
Übersichtskarte Vatikanstadt

Der Heliport befindet sich im Südwesten der Vatikanstadt, im Bereich der westlichsten Bastion der vatikanischen Mauer, sonst grenzt er an die vatikanischen Gärten. Er dient zur Anbindung des Vatikans an die internationalen Flughäfen Rom-Ciampino und Rom-Fiumicino sowie insbesondere für Pastoralreisen in Italien. Flüge nach Castel Gandolfo finden kaum mehr statt, da Papst Franziskus die Sommerresidenz zu einem Museum umfunktionieren ließ. Seit 2015 kann der Vatikanische Heliport von Rettungshubschraubern angeflogen werden, um Notfallpatienten schneller zu einer benachbarten Kinderklinik zu transportieren.